# Todd Lasance
Todd James Lasance (Newcastle, 18 febbraio 1985) è un attore australiano.

## Biografia
Todd ha vissuto con i suoi genitori Robert e Jan Lasance e suo fratello maggiore Chad in Medowie per poi trasferirsi a Newcastle nel 2002, ha frequentato la St. Philip's Christian College oltre la Screenwise di Sydney dove nel Dicembre 2008 è ritornato nelle vesti di insegnante per i giovani studenti.
La sua prima esperienza arriva nel 2006 quando recita in un episodio della serie Blue Water High e l'anno seguente in Le sorelle McLeod. Nel 2008 oltre a comparire nel video musicale Favourite Habit della band Falcon Road del suo futuro collega Mark Furze e nel film Tutti pazzi per l'oro al fianco di Matthew McConaughey e Kate Hudson.
Lasance il 10 Agosto 2008 è rimasto coinvolto in un incidente stradale in cui la sua Toyota Supra si è scontrata con una Honda Civic, lui ed il suo passeggero se la sono cavata con ferite lievi mentre l'altro conducente, una signora anziana è stata accompagnata in ospedale in serie condizioni ma riuscendo poi a recuperare completamente.
Il 12 Dicembre 2009 è stato arrestato per possesso di cocaina nel night club Kings Cross, successivamente gli sono stati commutati 12 mesi di servizi sociali poi in seguito revocati.
Nel 2010 fa parte della serie Home and Away dove è maggiormente conosciuto interpretando il ruolo di Aden Jefferies con cui si aggiudicherà anche un Silver Logie Award, durante questo periodo ha condiviso un appartamento con i suoi colleghi Mark Furze e Lincoln Lewis. L'anno seguente appare in numerose serie televisive tra cui Cloudstreet, Rescue Special Ops, Crownies e nel film Underbelly Files: Tell Them Lucifer Was Here spin-off della serie Underbelly.
Nel 2012 compare nel film The Great Mint Swindle e nella serie Bikie Wars: Brothers in Arms interpretando Kiddo. L'anno successivo raggiunge definitivamente il successo nel ruolo di Gaio Giulio Cesare nella serie TV Spartacus. Alla fine del 2015 ha il ruolo di guest star nella settima stagione di The Vampire Diaries, interpretando il vampiro julian.
Nel 2016 partecipa ai primi episodi della terza stagione di The Flash.

## Filmografia parziale

### Cinema
- Tutti pazzi per l'oro (Fool's Gold), regia di Andy Tennant (2008)
- The Divorce Party, regia di Hughes William Thompson (2019)
- Senza rimorso (Without Remorse), regia di Stefano Sollima (2021)
- True Spirit, regia di Sarah Spillane (2023)

### Televisione
- Home and Away – soap opera, 481 puntate (2005-2010)
- Rescue Special Ops – serie TV, 8 episodi (2011)
- Bikie Wars: Brothers in Arms – serie TV, 4 episodi (2012)
- The Vampire Diaries – serie TV, 10 Episodi (2015-2016)
- Spartacus – serie TV, 9 episodi (2013)
- The Flash – serie TV, 3 episodi (2016)
- Scomparsa in Paradiso (Kidnapped), regia di Vic Sarin – film TV (2021)
- NCIS: Sydney – serie TV, 8 episodi (2023-in corso)

## Doppiatori italiani
- Edoardo Stoppacciaro in Spartacus
- Andrea Mete in Senza rimorso
- Marco Vivio in NCIS: Sydney